# ابراهیم لوینیان
ابراهیم لوینیان (زاده ۱۰ سپتامبر ۱۹۷۸) یک بازیکن فوتبال اهل ایران است.